# Aplodontia rufa
Aplodontia rufa (Rafinesque, 1817) o castoro di montagna è un roditore, unica specie vivente del genere Aplodontia (Richardson, 1829) e della famiglia degli Aplodontidi, endemico dell'America settentrionale.

## Etimologia
L'epiteto generico deriva dalla combinazione delle due parole greche απλός-, semplice e -δόντι, dente, con allusione alla forma elementare della superficie occlusale dei molari, mentre il termine specifico fa riferimento al colore rossastro della pelliccia. Nonostante il suo nome comune, questo roditore non è affatto imparentato con il castoro, né vive esclusivamente in ambienti montani. Molto probabilmente invece quest'ultimo trae origine dall'abitudine di rosicchiare le cortecce degli alberi per mangiarle, in maniera simile al castoro vero e proprio.

## Descrizione

### Dimensioni
Roditore di grandi dimensioni, con la lunghezza della testa e del corpo tra 270 e 400 mm, la lunghezza della coda tra 10 e 50 mm, la lunghezza del piede tra 50 e 60 e un peso fino a 1,2 kg.

### Caratteristiche craniche e dentarie
Il cranio è appiattito ed allargato posteriormente, la bolla timpanica è a forma di fiasco e mancano i processi post-orbitali. Le placche zigomatiche sono sottili e disposte orizzontalmente, il foro infra-orbitale è piccolo. Il palato è largo e si estende oltre le radici dentarie. La mandibola, di tipo sciurognato (Fig.1), presenta un processo coronoide alto e quello angolare notevolmente inclinato. I muscoli del massetere originano dalle arcate zigomatiche, condizione nota come Protrogomorfa (Fig.2), retaggio delle forme più arcaiche di roditori. Per questo motivo è considerato il più primitivo roditore vivente. I molari sono semplici, a crescita continua ed ipsodonti, ovvero con una corona alta, gli incisivi sono massicci, lisci e giallo-arancioni.
Sono caratterizzati dalla seguente formula dentaria:

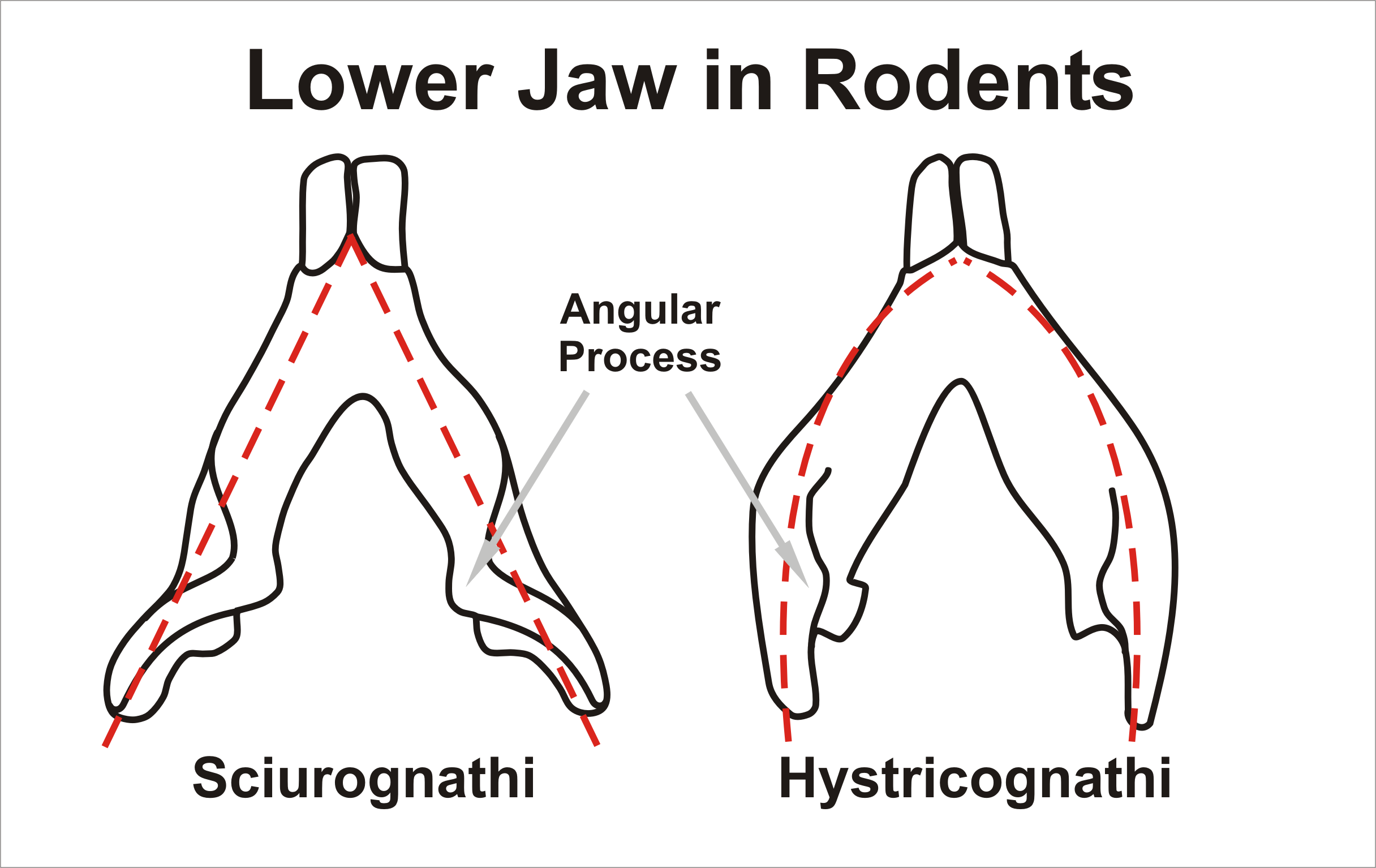
Fig.1

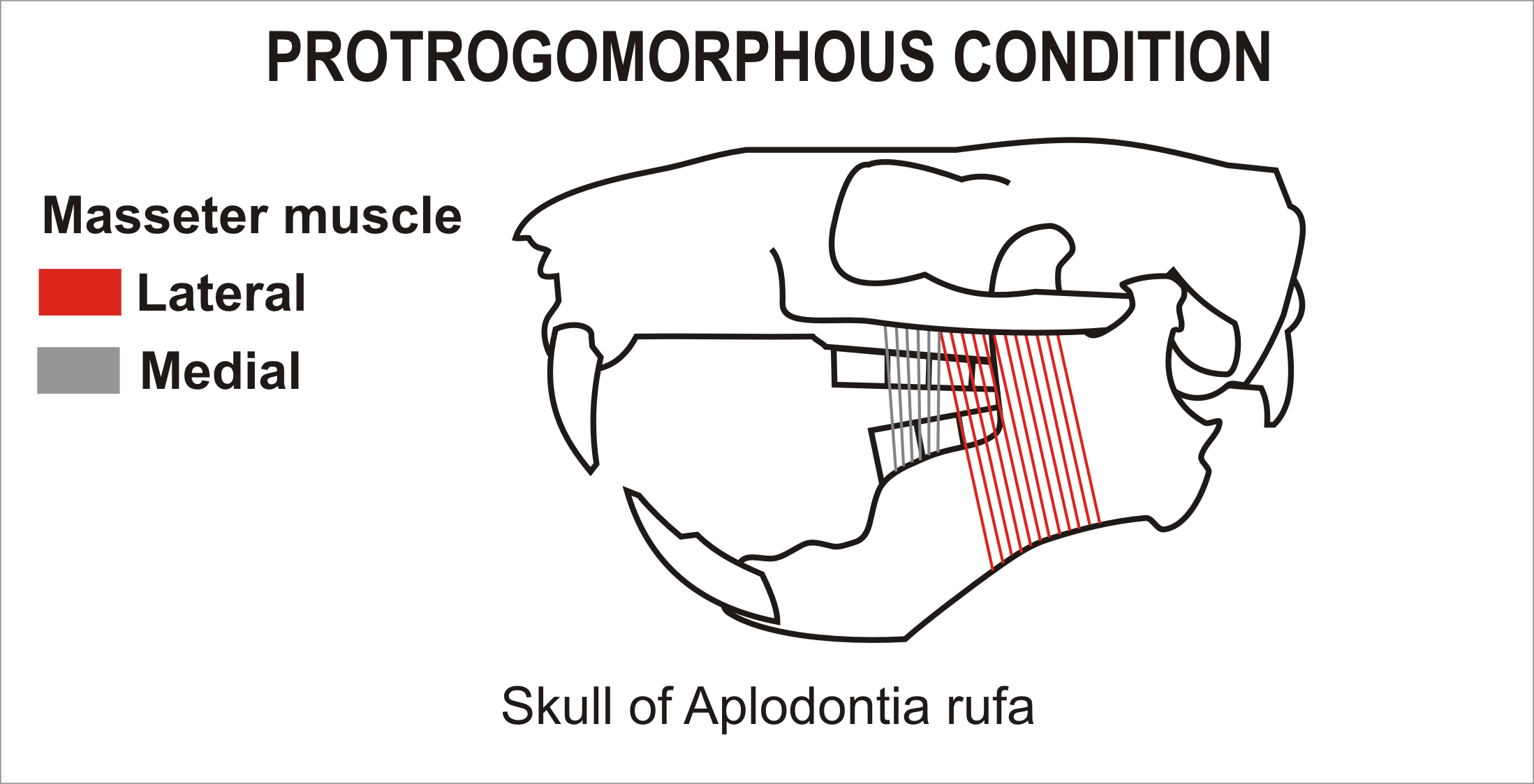
Fig.2

### Aspetto
L'aspetto è quello di un grosso topo muschiato senza coda. Le orecchie e gli occhi sono piccoli, il corpo è compatto, arrotondato e breve. La pelliccia è corta, ruvida e densa, il colore generale del corpo varia dal rossastro scuro al bruno-grigiastro, talvolta in alcuni individui sono presenti dei riflessi giallo-brunastri, mentre le parti ventrali sono leggermente più chiare. Una macchia biancastra è presente sotto ogni orecchio, il quale è piccolo. La muta stagionale è poco significativa. La testa è piatta e larga, con il naso leggermente arcuato. Gli arti sono corti e robusti. La coda è rudimentale e ricoperta di peli. Le zampe sono provviste ciascuna di cinque robuste dita, gli artigli anteriori sono grandi e ricurvi, adattati per scavare, grattare ed arrampicarsi, eccetto il pollice parzialmente opponibile, il quale è munito di un'unghia corta e compressa lateralmente. Le piante sono prive di peli fino al tallone, mentre l'andatura è plantigrada. La vista e l'udito sono poco sviluppati, mentre l'olfatto e il tatto sono efficienti. La tibia e la fibula sono separate. Le femmine hanno un paio di mammelle pettorali, uno toracico e uno addominale. È presente un osso penico sottile e ricurvo. Il numero cromosomico è 2n=46 ed è ritenuto avanzato perché privo di autosomi acrocentrici.

## Biologia

### Comportamento
È una specie principalmente fossoria e poco sociale, attiva maggiormente la notte in inverno e il giorno in estate. Può arrampicarsi agilmente sugli alberi. Costruisce sistemi di gallerie di 12–16 cm di diametro in prossimità di densa vegetazione e in terreni solidi. Le gallerie tendono a irradiarsi da una camera centrale e possono arrivare ad una profondità fino a 2,7 m. Le tane possono avere oltre dieci uscite mimetizzate dalla vegetazione e particolari camere rivestite di foglie secche per nidificare, oppure per accumulare cibo ed altre utilizzate come latrine. Dopo essere state abbandonate, queste vengono normalmente riutilizzate da diversi altri piccoli mammiferi o anfibi. Il suo raggio d'azione non si estende oltre qualche metro dal rifugio e quando si sovrappone a quello di qualche suo consimile, viene difeso strenuamente. Emette suoni forti e fischi, inoltre produce strilli durante i combattimenti e digrigna i denti.

### Alimentazione
Si nutre di parti vegetali. In estate predilige felci, erba verde, le cortecce e le foglie di piante decidue. In inverno invece preferisce aghi di conifere e bacche di sempreverdi. Talvolta accumula erba secca e felci in pile all'entrata delle tane. Necessita di una vicinanza di fonti idriche permanenti ed incontaminate poiché ha bisogno di bere una quantità elevata d'acqua, equivalente a circa un terzo del suo peso corporeo, per rimanere idratato e smaltire le tossine, a causa di un sistema renale rudimentale e poco efficiente. Solitamente ingerisce le sue stesse feci, particolarmente quelle più morbide, per ottimizzare l'assorbimento di sostanze nutritive, mentre quelle più dure vengono depositate nelle latrine.

### Riproduzione

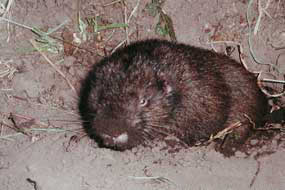
Giovane esemplare

Gli accoppiamenti iniziano a novembre e dicembre, durante il quale nei maschi vi è un aumento di dimensioni dei testicoli, della prostata e della ghiandola bulbo-uretrale. Nelle femmine durante l'estro invece si ingrossano le mammelle e la vulva si gonfia. Quelle con soltanto un anno di vita possono ovulare ma non accoppiarsi, dimostrando il fatto che l'ovulazione è spontanea piuttosto che sincronizzata alla copulazione. Il picco della riproduzione avviene tra febbraio e marzo. Danno alla luce 2-3 piccoli una volta all'anno dopo una gestazione di 6-8 settimane. Alla nascita pesano circa 25,5 g, sono ciechi, praticamente privi di una pelliccia coprente e completamente indifesi. Dopo 6-8 settimane acquisiscono le maggiori funzionalità vitali. L'aspettativa di vita media in natura è di 10 anni, mentre in cattività è di 6 anni.

## Distribuzione e habitat
Questa specie è distribuita in diverse popolazioni disgiunte negli Stati Uniti d'America occidentali e nel Canada sud-occidentale, dalla Columbia Britannica fino alla California e il Nevada occidentale attraverso gli stati di Washington e dell'Oregon.
Vive nelle foreste ripariali umide al livello del mare o foreste decidue montane. Preferisce zone con boscaglia e alberi a crescita secondaria. Si adatta agli insediamenti umani, dove talvolta cerca cibo nei giardini.

## Tassonomia
Sono state riconosciute 7 sottospecie:
- A.r.rufa: Washington occidentale, Oregon centrale e California nord-occidentale;
- A.r.californiana (Peters, 1864): Monte Shasta e Sierra Nevada, nella California nord e centro-orientale e nel Nevada centro-occidentale;
- A.r.humboldtiana (Taylor, 1916): coste della California nord-occidentale;
- A.r.nigra (Taylor, 1914): contea di Mendocino, California centro-occidentale;
- A.r.pacifica (Merriam, 1899): coste dell'Oregon;
- A.r.phaea (Merriam, 1899): contea di Marin a nord di San Francisco, California centro-occidentale;
- A.r.rainieri (Merriam, 1899): estrema parte sud-occidentale della Columbia Britannica e parte centrale dello stato di Washington.

## Evoluzione
La famiglia degli aplodontidi si è sviluppata nel corso dell'Eocene superiore, inizialmente con la sottofamiglia Prosciurinae durante una radiazione avvenuta tra l'Eocene e l'Oligocene, successivamente dagli Allomyinae durante il periodo tra Oligocene e Miocene e infine dagli Aplodontinae alla fine del Miocene. La superfamiglia Aplodontoidea comprende anche altre famiglie estinte, come i Mylagaulidae dal muso dotato di corna, e attualmente comprende un solo genere vivente, Aplodontia. I primi rappresentavano una radiazione avvenuta nella prima parte del Miocene ed esibivano una divergenza estrema e una maggiore specializzazione. Il carattere più vistoso nell'evoluzione della famiglia è il progressivo sviluppo della condizione ipsodonte dei molari, ovvero di un innalzamento della corona dentaria. Come indicato dai resti fossili risalenti al tardo Oligocene, l'areale degli aplodontidi ha subito minimi cambiamenti. Il tentativo di espansione verso la Mongolia e negli stati americani più centrali del Nevada e del Montana non ebbe seguito, tuttavia i Mylagaulidae riuscirono a popolare le grandi pianure americane fino agli inizi del Pliocene.

## Predatori
È nota la predazione da parte della lince rossa, del coyote, del puma e dell'aquila reale. Moffette e donnole che normalmente utilizzano tane abbandonate dal castoro di montagna possono inoltre catturare i loro cuccioli.

## Conservazione
La Lista rossa IUCN, considerato il vasto areale e la popolazione numerosa, classifica A.rufa come specie a rischio minimo (Least Concern).